# František Tokár
František Tokár (Beladice (Okres Zlaté Moravce), 25 mei 1925 - Bratislava, 29 oktober 1993) was een Tsjecho-Slowaaks tafeltennisspeler. Hij werd in Stockholm 1949 wereldkampioen dubbelspel samen met zijn landgenoot Ivan Andreadis. Daarnaast won hij vier wereldtitels met de nationale ploeg.
Tokár werd in 1995 opgenomen in de ITTF Hall of Fame.

## Sportieve loopbaan
Tokár behoorde tot een generatie Tsjecho-Slowaakse tafeltennissers die op de wereldkampioenschappen van 1947, 1948, 1949, 1950 en 1951 vijf keer achter elkaar de finale van het toernooi voor landenploegen haalde. De wereldtitel in het dubbelspel die hij in 1949 met Andreadis won, was er zelfs een na een eindstrijd tegen twee landgenoten; Bohumil Váňa en Ladislav Štípek. Uitgerekend dat jaar verloor Tokár met zijn Tsjecho-Slowaakse teamgenoten de enige van hun vijf opeenvolgende finales in het landentoernooi, van Hongarije. In andere vier pakten ze goud, tegen achtereenvolgens de Verenigde Staten, Frankrijk en tweemaal Hongarije.
Tokár nam deel aan in totaal acht edities van de wereldkampioenschappen tussen 1947 en 1963. Daarin verloor hij naast die ene met het nationale team nog eenmaal een WK-finale. Hij en Andreadis bereikten in Boedapest 1950 opnieuw de finale van het dubbelspeltoernooi, maar konden daarin hun titel niet prolongeren tegen het Hongaarse duo Ferenc Sidó/Ferenc Soos. Tokárs beste prestaties in het enkelspel waren de kwartfinales die hij in Wembley 1948 en Boekarest 1953 haalde.
Na zijn actieve carrière ging Tokár werken voor de Tsjecho-Slowaakse tafeltennisbond, die hem na verloop van tijd tot erevoorzitter benoemde.